# 承志堂 (邵东市)
承志堂，是一座位于中国湖南省邵东市的民居，始建于清嘉庆年间，是湖南省文物保护单位。

## 历史沿革
清嘉庆十七年（1812年），承志堂由太学生、儒林郎刘鼎进始建。
2024年，承志堂被列为湖南省文物保护单位。

## 建筑规制
承志堂毗邻蒸水，屋前有水塘。承志堂占地3400平方米，五进四排，东西对称，房屋共52间，天井12个。中央五进为堂屋，均为穿斗式，地铺方格三合泥，分别是为财厅、大厅、游厅、横厅、神厅。神厅设神台，挂牌匾，主梁有“福、禄、寿”烫金大字。两侧为对称布局的二排厢房。承志堂内的石礅、石础、石条等饰以动物花草等浮雕；封火山墙、檐墙饰以人物、山水、神话堆塑彩绘；门窗亦有雕刻。